# Simma Gru
La Simma S.p.A., Società Industrie MetalMeccaniche per Azioni, è stata un'Azienda Italiana specializzata nella produzione di Gru a torre per l'edilizia.

## Storia
Le origini di Simma risalgono alla fine degli anni '40 quando da piccola azienda metalmeccanica si occupava della costruzione di carpenterie metalliche.
- Nel 1960, come molte altre piccole aziende, decide di approfittare del Boom edilizio italiano e cimentarsi nella costruzione di attrezzature da cantiere. Nello stesso anno riescono a presentare alla Fiera Campionaria di Milano una piccola gru a torre con uno sbraccio di 15 m.

- Nel 1964, per ampliare la gramma esistente, avvia la costruzione su Licenza delle francesi Peingeon Somalev Grue, con il modello di punta che poteva vantare 35 m di braccio e 6 ton di portata massima. Saranno poi proprio le Peingeon Somalev Grue a dettare il design costruttivo di tutte le future gru Simma.
- Nel 1967 a Cuggiono, in via IV novembre, apre il nuovo stabilimento di 14000 m², progettato dall'ing. Silvano Zorzi, dedicato alla produzione delle nuove gru serie S, capace di produrre 1000 gru equivalenti all'anno ("gru equivalente" è un'unità di misura convenzionale che corrisponde ad una gru alta 32 metri, con uno sbraccio di 36 metri e una portata in punta di 1000 kg).
- Nel 1978 Potain, notando la potenza commerciale di Simma, acquista quote della società, d'ora in avanti una percentuale delle gru prodotte porterà il logo SIMMAPOTAIN. Tramite altri accordi commerciali tra le due società Simma entrerà in possesso delle avanzate tecnologie Potain, come l'argano RCS (l'argano RCS, Record Control Serie, era un argano ad alte prestazioni, costituito da due motori collegati a un riduttore poteva controllare con precisione la velocità di sollevamento, rendendo superfluo l'uso di cambi meccanici/manuali), mentre Potain potrà imporre nel mercato italiano le sue gru pesanti.
- Durante gli anni '70 e '80 riuscirà a raggiungere molti mercati oltre a quello italiano, in particolare: Olanda, Medio Oriente, Thailandia, Cina e Hong Kong.
- Nel 1984 viene lanciata la prima versione della GT 187, primo modello di un'ampia gamma che avrà un enorme successo in Italia.
- Nel 1985 la gamma S viene interamente sostituita dalla serie GT.
- Durante gli anni '90 Potain impone anche la nuova gamma di gru City che inizialmente saranno nella stessa livrea verde Simma, per poi passare ai colori Potain.
- Nel 1995 Potain chiude definitivamente lo stabilimento di Cuggiono e si colloca nel mercato italiano in sostituzione a Simma.

## Curiosità
Le gru Simma sono state impiegate per la costruzione di diverse opere in Italia e nel mondo, ecco un elenco delle più rilevanti:

### Italia
- Centrale elettronucleare Montalto di Castro
- Centro direzionale di Napoli
- Stadio Giuseppe Meazza
- Stadio San Nicola
- Torre Telecom Italia (Rozzano)
- Corte Lambruschini
- Matitone
- Metanopoli
- Torre Frascari
- Torri Garibaldi

### Estero
- Batumi Arena
- La Défense